# Riders to the Sea
Riders to the Sea er en opera af Ralph Vaughan Williams til en libretto af John Millington Synge. Operaen fik premiere i London den 1. december 1937.